# Type 99 (semovente)
L'obice semovente Type 99 (99式自走155mm榴弾砲, Kyūkyū shiki jisō 155 mm ryūdanhō) è  un mezzo cingolato entrato in servizio nella Japan Ground Self-Defense Force nel 1999. Ne furono costruiti un totale di 136 esemplari. L'arma principale utilizzata è l'obice da 155/52 mm prodotto da Japan Steel Woks a caricamento automatico. 
Il veicolo è anche noto con la denominazione in inglese Type 99 self-propelled howitzer, oppure con la sigla abbreviata 99HSP. Inoltre gli è stato affibbiato il soprannome "Long nose" (naso lungo) a causa della lunghezza della canna del cannone.

## Progetto e sviluppo
Gli studi e le ricerche per lo sviluppo del Type 99 iniziarono nel 1985, e avevano l'obiettivo di realizzare un veicolo che sostituisse il precedente obice semovente Type 75 da 155/30 mm. Il piano prevedeva di utilizzare un obice da 155 mm calibro L39, tuttavia nel 1987 si aggiunsero altre richieste, e le esigenze cambiarono, imponendo una drastica revisione del programma. Così fu adottato lo scafo del veicolo da combattimento della fanteria Type 89, e un cannone molto più lungo di calibro L52.

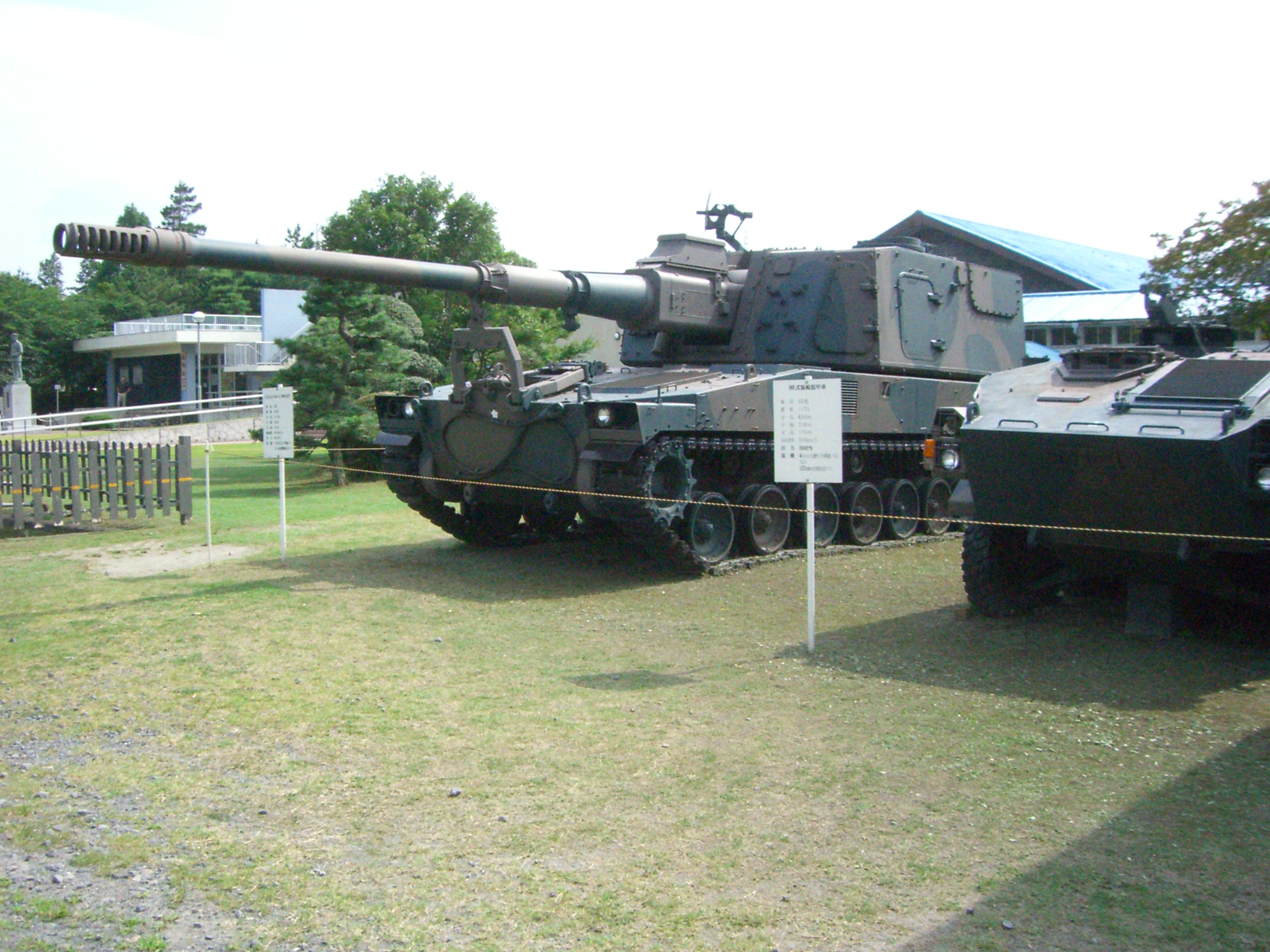
Il prototipo in mostra a Tsuchiura.

Nel 1992 fu completata la costruzione del prototipo, e nel 1994 fu avviata la produzione di altri esemplari, prevedendone un'immediata acquisizione. I test tecnici si conclusero nel 1996, e le prove pratiche sul campo furono effettuate nel 1998, arrivando all'adozione ufficiale e all'entrata in servizio nel 1999.
La produzione di massa iniziata nel 1999 è terminata definitivamente nel 2022, soddisfacendo l'ultimo ordine di acquisto emesso nel 2018. In totale furono costruiti 136 esemplari.

## Caratteristiche
Il Type 99 è stato realizzato utilizzando lo scafo del veicolo da combattimento Type 89, apportandovi alcune modifiche come l'aggiunta di una ruota al treno di rotolamento, e la costruzione di una nuova torretta. 
La cabina di pilotaggio è sul lato destro della parte anteriore del veicolo, ed è dotata di tre periscopi, mentre sul lato sinistro si trova il motore diesel Mitsubishi 6SY31WA da 600 CV, che consente una velocità di circa 49 km/h. La parte posteriore è occupata da una grande torretta che ospita l'obice, realizzata in lega di alluminio come il resto del veicolo. La disposizione della torretta prevede che il cannoniere e il comandante siedano sul lato destro, mentre l'addetto al caricamento è sul lato sinistro. Tuttavia essendo il cannone a caricamento automatico, le funzioni di questo addetto sono diverse, e riguardano piuttosto il controllo e la selezione delle munizioni.

## Armamento
L'obice montato sul Type 99 è prodotto da Japan Steel Works, ed è piuttosto lungo, essendo un pezzo da 155 mm di calibro L52. In effetti si tratta di un cannone, secondo i criteri di lunghezza, impiegato come obice con un maggiore angolo di elevazione. La gittata normale è di 30 km, ma quando vengono impiegate le munizioni Type 93 a lungo raggio, si estende fino a 40 km. 
L'arma è dotata di un dispositivo di caricamento automatico, e ha una cadenza di tiro di 6 colpi al minuti. Quando il veicolo è in movimento, l'obice è fissato e tenuto fermo da un morsetto. 

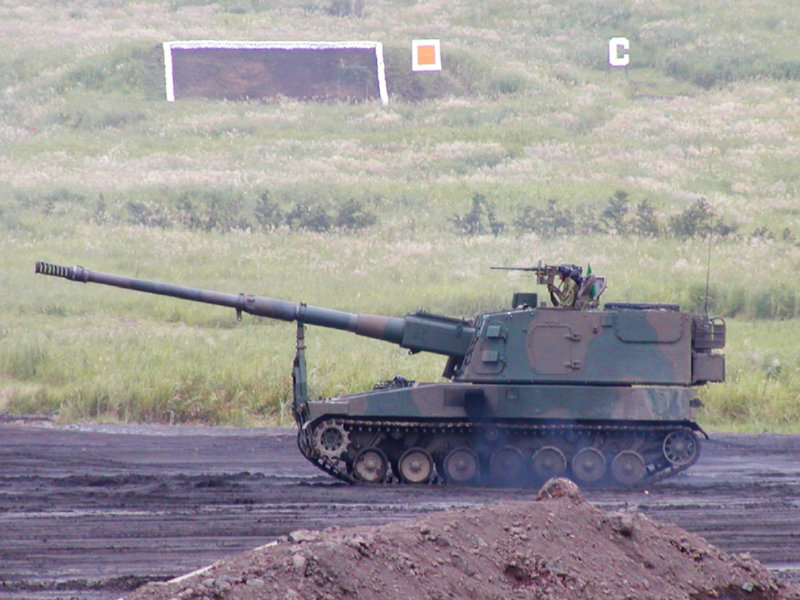
Vista laterale del semovente Type 99 che mostra la particolare lunghezza dell'obice.

Questo modello di obice è utilizzato anche dal semovente su ruote Type 19.
L'armamento secondario è costituito da una mitragliatrice pesante Browning M2 da 12,7 mm, installata sopra la torretta.